# Константинов, Андрей Дмитриевич
Андре́й Дми́триевич Константи́нов (фамилия при рождении — Баконин; 30 сентября 1963, Приволжский, Наримановский район, Астраханская область, РСФСР, СССР — 13 декабря 2023, Санкт-Петербург) — российский писатель и журналист, сценарист.

## Биография
Родился 30 сентября 1963 года в посёлке Приволжский Астраханской области в семье студентов Технологического института, проходивших там преддипломную практику и по окончании практики вернувшихся в Ленинград. Отец закончил карьеру в должности замдиректора НИИ, мать — инженера-конструктора I категории.
По собственному признанию, хотел стать археологом и в детстве занимался на малом историческом факультете Ленинградского государственного университета. Передумал, поняв, что работать, скорее всего, придётся учителем истории. Затем готовился к карьере военного и поступлению в Высшее военно-морское училище им. М. В. Фрунзе. В 1980 году после окончания школы, однако, поступил на Восточный факультет Ленинградского государственного университета. Учился на одном курсе с Евгением Вышенковым и Андреем Ланьковым.
В 1984 году по окончании четвёртого курса был направлен в спецкомандировку по линии Министерства обороны СССР в Южный Йемен в качестве переводчика с арабского языка в состав 5-й парашютно-десантной бригады специального назначения Главного разведывательного управления Генерального штаба Министерства обороны НДРЙ.
В 1985 году продолжил обучение на Восточном факультете, который окончил в 1986 году по специальности: «История арабских стран». В этом же году получил распределение в Министерство обороны СССР и уехал в Краснодар, где служил в качестве старшего переводчика.
В 1988 году в составе группы военных специалистов был командирован в Ливию и три года прослужил там в должности старшего переводчика авиабазы Бенина (город Бенгази), а затем войск химической поддержки национальной гвардии (город Триполи).
В 1991 году уволился из армии в звании капитана (в дальнейшем, находясь в запасе, получил звание подполковник). После возвращения в Ленинград, устроился корреспондентом в редакцию газеты «Смена», взяв в качестве псевдонима фамилию матери.
С 1993 года руководил отделом криминальной хроники этой газеты, который сам же и создал. С июня 1994 по июнь 1996 года Константинов являлся собственным корреспондентом газеты «Комсомольская правда» по Петербургу и Северо-западу России. В июне 1996 года по его инициативе было создано агентство «Служба журналистских расследований», которое начало работать при издательском доме «Шанс».
С февраля 1998 года являлся генеральным директором и главным редактором информационно-аналитического «Агентства журналистских расследований» (АЖУР). В настоящий момент в состав группы «АЖУР» входят следующие печатные издания: газеты «Ваш тайный советник», «МК-Питер», журнал «Город-812», а также интернет-портал «Фонтанка.ру». В апреле 2013 года состоялась сделка, согласно которой 51 % акций АЖУРа переходит к шведскому издательском дому «Бонниэр».
С 1998 по 2014 год читал курс лекций на факультете журналистики СПбГУ на тему: «Методика и практика журналистских расследований». Организовал и провёл серию семинаров в Петербурге, в Западной Европе и в различных регионах России по темам, связанным со спецификой журналистских расследований. Неоднократно выступал с собственными докладами на различных международных форумах.
Автор идеи и один из основателей главного профессионального конкурса журналистов Санкт-Петербурга и Ленинградской области «Золотое перо».
5 апреля 2004 года возглавил петербургское отделение Союза журналистов России: на чрезвычайном пленуме он был назначен исполняющим обязанности председателя Правления на срок до 15 мая, сменив Владимира Угрюмова. Должность председателя Союза журналистов занимал с мая 2004 года по 2011 год.
В 2016—2023 годах был ведущим программы «Итоги недели с Андреем Константиновым» на портале Фонтанка.ру; последний выпуск провёл за 12 дней до смерти.
Общий тираж книг Константинова превысил 20 миллионов экземпляров.
Умер утром 13 декабря 2023 года в своей квартире в Санкт-Петербурге в возрасте 60 лет после тяжёлой болезни. По данным телеканала «Звезда», причиной смерти писателя и журналиста стало онкозаболевание. Похоронен на 3-й Петроградской дорожке Смоленского православного кладбища.

### Личная жизнь
- Первая жена — Екатерина.
- Вторая жена — Марианна Баконина.
- Третья жена — актриса Наталья Круглова.

Дети: Елизавета, Дмитрий.

## Общественная позиция
В августе 2011 года вошёл в состав Общественного совета при ГУ МВД РФ по Петербургу и области. Был избран секретарём этой организации.
С июля 2013 года являлся советником губернатора Санкт-Петербурга Георгия Полтавченко по вопросам культуры и СМИ на общественных началах.
11 марта 2014 года подпись Константинова появилась под письмом деятелей культуры Российской Федерации в поддержку политики президента РФ В. В. Путина на Украине и в Крыму. На следующий день Константинов заявил, что по существу поддерживает действия России и настроен резко против нового правительства Украины, однако никаких коллективных писем он не подписывал и никогда не подписывает.

### 1994—1998
- «Преступный мир России» (цикл очерков) (совместно с М. Дикселиусом), в переводе со шведского[23]
- «Бандитский Петербург» (цикл очерков, издание 1-е)
- «Адвокат» (роман) (при участии Н. Сафронова)
- «Адвокат-2» («Судья») (роман) (при участии Н. Сафронова)
- «Журналист» (роман)
- «Журналист-2» («Вор») (роман)
- «Сочинитель» (роман)
- «Сочинитель-2» («Выдумщик») (роман)
- «Коррумпированный Петербург» (цикл очерков) (совместно с коллективом АЖУР)
- «Бандитская Россия» (цикл очерков, издание 1-е) (совместно с М. Дикселиусом и коллективом АЖУР)
- «Меч мёртвых» («Знак Сокола») (роман) (совместно с М. Семёновой)

### 1999—2002
- «Специалист» (роман) (совместно с А. Новиковым)
- «Ультиматум губернатору Петербурга» (роман) (совместно с А. Новиковым)
- «Коррумпированный Петербург-2» (цикл очерков) (совместно с коллективом АЖУР)
- «Мошеннический Петербург» (цикл очерков) (совместно с коллективом АЖУР)
- «Агентство „Золотая пуля“» (сборник новелл) (совместно с коллективом АЖУР)
- «Агентство „Золотая пуля“ 2» (сборник новелл) (совместно с коллективом АЖУР)
- «Байки служивых людей» (сборник новелл) (при участии А. Новикова и И. Тилькина)
- «Арестант» (роман) (совместно с А. Новиковым)
- «Мент» (роман) (совместно с А. Новиковым)
- «Мусорщик» (роман) (совместно с А. Новиковым)
- «Агентство „Золотая пуля“ 3» (сборник новелл) (совместно с коллективом АЖУР)
- «Агентство „Золотая пуля“ 4» (сборник новелл) (совместно с коллективом АЖУР)
- «Журналистское расследование. История метода и современная практика» (учебник, издание 1-е) (совместно с коллективом АЖУР)
- «Умельцы» («Служба приватного сыска») (роман) (совместно с А. Новиковым)
- «Агентство „Золотая пуля“ 5» (сборник новелл) (совместно с коллективом АЖУР)
- «Агентство „Золотая пуля“ 6» (сборник новелл) (совместно с коллективом АЖУР)
- «Расследователь. Предложение крымского премьера» (роман) (совместно с А. Новиковым)
- «Изменник» (роман) (совместно с А. Новиковым)
- «Травля лисы» («Служба приватного сыска-2») (повести «Травля Лисы», «Птица Феникс», «Мужчина для Ани») (совместно с А. Новиковым)

### 2003—2006
- «Агентство „Золотая пуля“ 7» («Дело о спасении телезвёзды») (сборник новелл) (совместно с коллективом АЖУР)
- «Агентство „Золотая пуля“ 8» («Дело о картине Пикассо») (сборник новелл) (совместно с коллективом АЖУР)
- «Тульский — Токарев» (роман в двух частях — «Семидесятые, восьмидесятые» и «Девяностые») (при участии Е. Вышенкова)
- «Журналистское расследование. История метода и современная практика» (учебник, издание 2-е — дополненное и расширенное) (совместно с коллективом АЖУР)
- «Рота» («Дожить до весны») (роман) (при участии Б. Подопригоры и Р. Цепова)
- «Бандитский Петербург» (цикл очерков в двух томах, издание 2-е — дополненное и расширенное) (при участии И. Шушарина)
- «Свой — Чужой» (роман в трёх частях — «Разработка», «Внедрение», «Реализация») (при участии Е. Вышенкова)
- «Наружное наблюдение 1. Экипаж, Команда» (при участии Е. Вышенкова и И. Шушарина)
- «Наружное наблюдение 2. Ребус, Расшифровка» (при участии Е. Вышенкова и И. Шушарина)
- «Коррумпированная Россия» (цикл очерков) (совместно с коллективом АЖУР)
- «Второе восстание Спартака» (роман) (совместно с А. Бушковым и Е. Вышенковым)

### 2007—2010
- «Не гламур. Глянец» («Лапушки») (совместно с коллективом АЖУР)
- «Бандитская Россия» (цикл очерков, издание 2-е — расширенное и дополненное) (при участии М. Дикселиуса, В. Волкова и коллектива АЖУР)
- «Наружное наблюдение 3. Ловушка, Форс-Мажор» (при участии Е. Вышенкова и И. Шушарина)
- «По Швеции с Андреем Константиновым» (авторский путеводитель) (при участии М. Дикселиуса)
- «Бандитский Петербург» (цикл очерков в трёх томах — «Изнанка столицы империи», «Время великой легализации», «Сочинение на подневольную тему»; издание 3-е — дополненное и расширенное)
- «Полукровка» (роман в двух частях — «Эхо проклятия» и «Крест обретённый») (при участии Д. Вересова и И. Шушарина)
- «Журналистское расследование» (учебник, издание 3-е — дополненное и расширенное) (совместно с коллективом АЖУР)

### 2011—2014
- «Гоблины» (роман в трёх частях — «Жребий брошен», «Сизифов труд» и «Пиррова победа») (при участии И. Шушарина)
- «Бандитский Петербург. 20 лет спустя» (цикл очерков, издание 4-е, дополненное и расширенное) (при участии И. Шушарина)
- «Если кто меня слышит…» («Легенда крепости Бадабер») (роман) (совместно с Б. Подопригорой)
- «Решальщики» (цикл из четырёх книг — «Перезагрузка», «Раскрутка», «Движуха» и «Развал/схождение») (при участии И. Шушарина и А. Новикова)

### 2015—2019
- «Юность Барона. Потери» (при участии И. Шушарина)
- «Юность Барона. Обретения» (при участии И. Шушарина)
- «Бандитский Петербург. 25 лет спустя» (цикл очерков, издание 5-е, дополненное и расширенное) (при участии И. Шушарина)
- «По счетам» (при участии И. Шушарина) (третья книга цикла «Юность Барона»)

### 2021—2023
- «Фронтовая любовь» (сборник. Включает повесть «Фронтовая любовь» и ряд эссе автора под общим названием «Невеликие размышлизмы, расположенные в алфавитном порядке»)[24].

Книга «Изменник» частично основана на реальных событиях Также реальные события лежат в основе сюжета романа «Если кто меня слышит. Легенда крепости Бадабер», являющегося, как указано в аннотации, «краткой энциклопедией Афганской войны». Часть реальных фактов использована в повести «Фронтовая любовь».

## Кино
- 1993 — «Русская мафия» (Швеция, документальный)
- 2000 — «Бандитский Петербург. Фильм 1. Барон» (5 серий) — по роману «Журналист-2» («Вор»)
- 2000 — «Бандитский Петербург. Фильм 2. Адвокат» (10 серий) — по романам «Адвокат» и «Адвокат-2» («Судья»)
- 2001 — «Бандитский Петербург. Фильм 3. Крах Антибиотика» (8 серий) — по мотивам романов «Сочинитель» и «Сочинитель-2» («Выдумщик»)
- 2002 — «Агентство „Золотая пуля“» (24 серии) — по мотивам произведений Константинова и АЖУР «Агентство „Золотая пуля“» и «Агентство „Золотая пуля“ 2»
- 2003 — «Бандитский Петербург. Фильм 4. Арестант» (7 серий) — по мотивам романа Константинова и Александра Новикова «Арестант»
- 2003 — «Бандитский Петербург. Фильм 5. Опер» (5 серий) — по мотивам романа Константинова и Новикова «Мент»
- 2003 — «Бандитский Петербург. Фильм 6. Журналист» (7 серий) — по мотивам романа Константинова и Новикова «Мусорщик»
- 2004 — «Честь имею!..» (4 серии) — по роману «Рота»
- 2005 — «Бандитский Петербург. Фильм 7. Передел» (12 серий) — по идее Константинова
- 2006 — «Русский перевод» (8 серий) — по роману «Журналист».
- 2007 — «Свой-чужой» (12 серий) — по мотивам трилогии «Свой-чужой»
- 2009 — «Лапушки» (8 серий) — по мотивам романа Константинова и АЖУР «Лапушки»
- 2010 — «Тульский Токарев» (12 серий) — по мотивам романа «Тульский — Токарев»
- 2011 — «Защита свидетелей» (12 серий) — оригинальный сценарий, литературная версия — трилогия Константинова «Гоблины»
- 2012 — «Наружное наблюдение» (24 серии) — по мотивам трилогии Константинова «Наружное наблюдение»
- 2013 — «Второе восстание Спартака» (12 серий) — по мотивам романа Александра Бушкова, Константинова и Евгения Вышенкова «Второе восстание Спартака»
- 2014 — «Умельцы» (16 серий) — по мотивам произведений Константинова и Александра Новикова из циклов «Служба приватного сыска», и расширенная литературная версия-тетралогия «Решальщики»
- 2017 — «Экспроприатор» (16 серий) — оригинальный сценарий, литературная версия — трилогия Константинова «Юность Барона». Предыстория фильма «Барон», первой части криминального сериала «Бандитский Петербург»
- 2018—"Приключения лейтенанта Жерара" (8 серий) — оригинальный сценарий
- 2021 — «Фронтовая любовь» (4 серии) — оригинальный сценарий, литературная версия — повесть Константинова «Фронтовая любовь»
- 2022 — «Преторианец» (8 серий) — оригинальный сценарий
- 2023 — «Живая вода» (9 серий) — оригинальный сценарий
- 2024 — «Спецкоры» (8 серий) — оригинальный сценарий

Снялся в эпизодической роли в сериале «Бандитский Петербург-2», а также в сериале «Защита свидетелей».

## Награды
- Правительственная награда — 19 декабря 1999 года в итоге успешно проведённого журналистского расследования был обнаружен и передан уголовному розыску Андрей Малыш, один из соучастников убийства депутата Законодательного Собрания Виктора Новосёлова; Андрей Константинов, Евгений Вышенков и Роман Лебедев были представлены к награде[5], но так её и не получили.[источник не указан 581 день]
- В конце 2002 года стал лауреатом двух российских премий «Человек года-2002» «За гражданское мужество» и «За личную позицию в кризисной ситуации»[5].
- В ноябре 2003 года был награждён медалью «За боевое содружество»[5].
- В 2006 году был награждён медалью ордена «За заслуги перед Отечеством» II степени.
- В 2008 году награждён Почётным дипломом Законодательного Собрания Санкт-Петербурга[26]
- В марте 2012 года признан лауреатом конкурса журналистов Санкт-Петербурга и Ленинградской области «Золотое перо-2011» в номинации «За вклад в развитие журналистики»[27]
- В январе 2016 года награждён премией Юлиана Семёнова.